# Pojedupie (okręg wileński)
Pojedupie (lit. Pajuodupis) – wieś na Litwie, w okręgu wileńskim, w rejonie wileńskim, w gminie Sużany.

## Nazwa
Pod zaborami miejscowość nosiła nazwę Pojedupie. W II Rzeczypospolitej urzędowo zmieniono jej nazwę na Pojedunie. Współcześnie Komisja Standaryzacji Nazw Geograficznych poza Granicami Rzeczypospolitej Polskiej zaleca nazwę Pojedupie.

## Historia
Pod zaborami zaścianek; w II Rzeczypospolitej wieś. W XIX i w początkach XX w. położone było w Rosji, w guberni wileńskiej, w powiecie wileńskim, w gminie Niemenczyn. Po I wojnie światowej pod administracją polską, w Zarządzie Cywilnym Ziem Wschodnich. W latach 1920–1922 w składzie Litwy Środkowej.
Od 11 kwietnia 1922 leżało w Polsce, w województwie wileńskim, w powiecie wileńsko-trockim, w gminie Niemenczyn. W 1931 miejscowość liczyła 53 mieszkańców, zamieszkałych w 9 budynkach.
Po II wojnie światowej w granicach Związku Sowieckiego. Od 1991 na niepodległej Litwie.